# دهستان پادنا علیا
دهستان پادنا علیا نام دهستانی در بخش پادنا علیا شهرستان سمیرم، استان اصفهان در ایران است.

## جمعیت
اکثریت مردمان پادنا از طایفه فارسیمدان از ترکان قشقایی می باشند.براساس سرشماری مرکز آمار ایران در سال ۱۳۹۵، جمعیت آن ۷٬۷۵۱ نفر (۲۲۱۲ خانوار) بوده‌است.

## روستاها
قاسملو، ماچانلو ، شاملو ، کهنگان، نورآباد ، تل محمد، سرباز، دنگزلو ، دوراهان ، بارند علیا ، بارند سفلی ، نقل ، دورگان علیا ، دورگان سفلی ، دشت‌بال ، شیبانی ، ذبیح‌آباد، دره ماسون